# Gouvernement de Silva I
 Asturies
 de Silva II
Le gouvernement de Silva I est le gouvernement des Asturies entre le 22 juin 1983 et le 29 juillet 1987, durant la Ire législature de la Junte générale de la principauté des Asturies. Il est présidé par Pedro de Silva.

## Composition

### Initiale
| Fonction                                                                          | Titulaire | Titulaire                                    | Parti    |
| --------------------------------------------------------------------------------- | --------- | -------------------------------------------- | -------- |
| Président                                                                         |           | Pedro de Silva Cienfuegos-Jovellanos         | FSA-PSOE |
| Conseiller à la Présidence                                                        |           | Bernardo Fernández Pérez                     | FSA-PSOE |
| Conseiller aux Finances et à l'Économie                                           |           | Eduardo Arrojo Martínez                      | FSA-PSOE |
| Conseiller à l'Administration territoriale                                        |           | Faustino González Alcalde                    | FSA-PSOE |
| Conseiller à l'Aménagement du territoire, au Logement et à l'Environnement        |           | Arturo Gutiérrez de Terán Menéndez Castañedo | FSA-PSOE |
| Conseiller à l'Éducation et à la Culture                                          |           | Manuel Fernández de la Cera                  | FSA-PSOE |
| Conseiller à la Santé et aux Services sociaux                                     |           | Juan Luis Rodríguez-Vigil Rubio              | FSA-PSOE |
| Conseiller aux Travaux publics, au Tourisme, aux Transports et aux Communications |           | Pedro Piñera Álvarez                         | FSA-PSOE |
| Conseiller à l'Agriculture et à la Pêche                                          |           | Jesús Arango Fernández                       | FSA-PSOE |
| Conseiller à l'Industrie et au Commerce                                           |           | Jesús Fernández Valdés                       | FSA-PSOE |
| Conseiller au Travail et à l'Action sociale                                       |           | Fernando Méndez de Andrés Suárez de Otero    | FSA-PSOE |

### Remaniement du2 juillet 1984
- Les nouveaux conseillers sont indiqués en gras, ceux ayant changé d'attributions en italique.

| Fonction                                                                          | Titulaire | Titulaire                                                             | Parti    |
| --------------------------------------------------------------------------------- | --------- | --------------------------------------------------------------------- | -------- |
| Président                                                                         |           | Pedro de Silva Cienfuegos-Jovellanos                                  | FSA-PSOE |
| Conseiller à la Présidence                                                        |           | Bernardo Fernández Pérez                                              | FSA-PSOE |
| Conseiller aux Finances et à l'Économie                                           |           | Eduardo Arrojo Martínez Vicente Sánchez Álvarez (jusqu'au 20/09/1986) | FSA-PSOE |
| Conseiller à l'Administration territoriale                                        |           | Faustino González Alcalde                                             | FSA-PSOE |
| Conseiller à l'Aménagement du territoire, au Logement et à l'Environnement        |           | Arturo Gutiérrez de Terán Menéndez Castañedo                          | FSA-PSOE |
| Conseiller à l'Éducation et à la Culture                                          |           | Manuel Fernández de la Cera                                           | FSA-PSOE |
| Conseiller à la Santé et aux Services sociaux                                     |           | Juan Luis Rodríguez-Vigil Rubio                                       | FSA-PSOE |
| Conseiller aux Travaux publics, au Tourisme, aux Transports et aux Communications |           | Pedro Piñera Álvarez                                                  | FSA-PSOE |
| Conseiller à l'Agriculture et à la Pêche                                          |           | Jesús Arango Fernández                                                | FSA-PSOE |
| Conseiller à l'Industrie et au Commerce                                           |           | Julio Gavita Omaña                                                    | FSA-PSOE |
| Conseiller au Travail et à l'Action sociale                                       |           | Ricardo Ulpiano Álvarez González                                      | FSA-PSOE |